# Daniel Altmaier
Daniel Altmaier (* 12. September 1998 in Kempen) ist ein deutscher Tennisspieler.

## Karriere

### Jugend und Junior Tour
Daniel Altmaier begann 2004 im Alter von fünf Jahren mit dem Tennisspielen beim TuS St. Hubert in seinem Geburtsort Kempen. 2008 wurde er Deutscher Meister in der Altersklasse U10. Er durchlief in seiner Jugend einige Ausbildungsprogramme des DTB. Der Tennis- und Mentaltrainer Markus Hornig betreute Altmaier ab 2015 und wurde ab 2017 vom DTB als DTB-Honorartrainer angestellt.
Der Kempener spielte nur wenige Turniere auf der ITF Junior Tour, wo er 2016 seinen einzigen Titel gewinnen konnte. Er siegte beim Allianz Kundler German Juniors in Berlin, wo schon Rainer Schüttler und Gaël Monfils in ihrer Jugend triumphierten. Zudem erreichte er in Wimbledon das Viertelfinale und erreichte damit in der Junior-Weltrangliste Rang 161. 2014 gab Altmaier mit 15 Jahren sein Debüt in der 1. Tennis-Bundesliga beim Gladbacher HTC, für den er auch 2015 spielte.

### Ab 2016
Bei den Profis Tour gelang ihm auf der ITF Future Tour eine Woche später sein erster Titel, direkt gefolgt von einem weiteren. Im Jahr 2016 gelangen ihm insgesamt drei Titel sowie zwei weitere Finalteilnahmen. Das Jahr beendete er in den Top 500.
Anfang 2017 ließ er bei seiner Challengerpremiere in Bangkok aufhorchen, als er dort aus der Qualifikation startend sechs Matches in Folge gewann und erst im Halbfinale dem ehemaligen Top-10-Spieler Janko Tipsarević unterlag. Nach zwei weiteren Future-Titeln feierte Altmaier seinen Einstand in der höchsten Spielklasse, der ATP Tour, als er sich in Genf in der Qualifikation behauptete. Im Hauptfeld ließ ihm Sam Querrey schließlich keine Chance. Zwei Runden weiter bis ins Viertelfinale ging es im Juni in Antalya, wo er als Lucky Loser mit Víctor Estrella einen Top-100-Spieler sowie Marsel İlhan besiegen konnte. Im Viertelfinale unterlag er dem späteren Turniersieger Yūichi Sugita. Durch diesen Erfolg erreichte er mit Rang 210 eine neue Bestmarke in der Weltrangliste.
Bei den French Open 2020 setzte sich Altmaier in der Qualifikation in drei Runden durch und stand so erstmals im Hauptfeld eines Grand Slams. Hier setzte er sich in der zweiten Runde gegen seinen gesetzten Landsmann Jan-Lennard Struff durch. In der dritten Runde besiegte er mit 6:2, 7:6, 6:4 Matteo Berrettini und damit erstmals einen Top-10-Spieler, ehe er im Achtelfinale mit 2:6, 5:7, 2:6 dem Spanier Pablo Carreño Busta unterlag.

## Erfolge
| Legende (Anzahl der Siege)  |
| Grand Slam                  |
| ATP World Tour Finals       |
| ATP World Tour Masters 1000 |
| ATP World Tour 500          |
| ATP World Tour 250          |
| ATP Challenger Tour (7)     |

### Einzel

#### Turniersiege
| Nr. | Datum             | Turnier         | Belag     | Finalgegner             | Ergebnis       |
| --- | ----------------- | --------------- | --------- | ----------------------- | -------------- |
| 1.  | 10. Juli 2021     | Braunschweig    | Sand      | Henri Laaksonen         | 6:1, 6:2       |
| 2.  | 22. August 2021   | Lüdenscheid     | Sand      | Nicolás Jarry           | 7:61, 4:6, 6:3 |
| 3.  | 28. November 2021 | Puerto Vallarta | Hartplatz | Alejandro Tabilo        | 6:3, 3:6, 6:3  |
| 4.  | 14. Mai 2022      | Heilbronn       | Sand      | Andrej Martin           | 3:6, 6:1, 6:4  |
| 5.  | 30. Oktober 2022  | Lima            | Sand      | Tomás Martín Etcheverry | 6:1, 6:74, 6:4 |
| 6.  | 6. November 2022  | Guayaquil       | Sand      | Federico Coria          | 6:2, 6:4       |
| 7.  | 16. April 2023    | Sarasota        | Sand      | Daniel Elahi Galán      | 7:61, 6:1      |

## Abschneiden bei Grand-Slam-Turnieren

### Einzel
| Turnier         | 2020 | 2021 | 2022 | 2023 | 2024 | 2025 | Karriere |
| --------------- | ---- | ---- | ---- | ---- | ---- | ---- | -------- |
| Australian Open | —    | —    | 1    | 1    | 1    | 2    | 2        |
| French Open     | AF   | —    | 1    | 3    | 2    | AF   | AF       |
| Wimbledon       |      | Q2   | 1    | 1    | 2    | 1    | 2        |
| US Open         | —    | —    | 1    | 2    | 1    |      | 2        |

### Doppel
| Turnier         | 2022 | 2023 | 2024 | Karriere |
| --------------- | ---- | ---- | ---- | -------- |
| Australian Open | 2    | 1    | 2    | 2        |
| French Open     | 1    | —    | —    | 1        |
| Wimbledon       | 1    | 1    | —    | 1        |
| US Open         | 1    | —    | —    | 1        |

Zeichenerklärung: S = Turniersieg; F, HF, VF, AF = Einzug ins Finale / Halbfinale / Viertelfinale / Achtelfinale; 1, 2, 3 = Ausscheiden in der 1. / 2. / 3. Hauptrunde; Q1, Q2, Q3 = Ausscheiden in der 1. / 2. / 3. Qualifikationsrunde; nicht ausgetragen